# CCR5
CCR5는 백혈구 표면의 단백질이다. CD195라고도 불린다.

## 설명
CCR5 유전자는 에이즈의 원인 바이러스인 HIV 수용체로 알려져 있다. HIV 바이러스는 T세포의 수용체인 CCR5(수용체 이름이자 이를 생성하는 유전자의 이름)를 통해 T세포 내부로 들어간다.
2014년 3월, 연구자들은 12명의 HIV환자가 2009년부터 앞서 언급한 HIV가 숙주 세포로의 감염에 이용하는 CCR5에 돌연변이를 일으키는 방법으로 치료를 받아 좋은 예후를 얻었다고 보고했다. 유전자 치료 참조.

## CCR5-Δ32
CCR5 유전자의 기능이 망가진 대립유전자이다.
HIV에 대한 면역력을 가져다준다고 하는데, 이를 태어나기 전에 배아 단계에서 아이의 유전자에 끼워 넣으면 장차 태어날 아이에게 에이즈에 대한 저항력을 갖게 할 수 있다.
2019년 3월 5일, 네이처지에 줄기세포 치료로 에이즈 환자를 치료한 2번째 사례가 발표되었다. 2007년 첫 사례인 베를린 환자가 나온 이후 12년 만이다. CCR5 유전자를 생성하지 않게 돌연변이가 된 조혈모세포를 에이즈 환자에 이식하자, HIV가 완전히 사라졌다. 18개월 후에 다시 검사해도 HIV가 검출되지 않았다. HIV에는 CCR5 외에 다른 유전자를 이용하는 종류도 있다. 현재의 두 임상 사례는 모두 CCR5를 감염 수단으로 쓰는 HIV에만 작동한다.

## 같이 보기
- 유전자 치료
- 줄기세포 치료